# Boránok

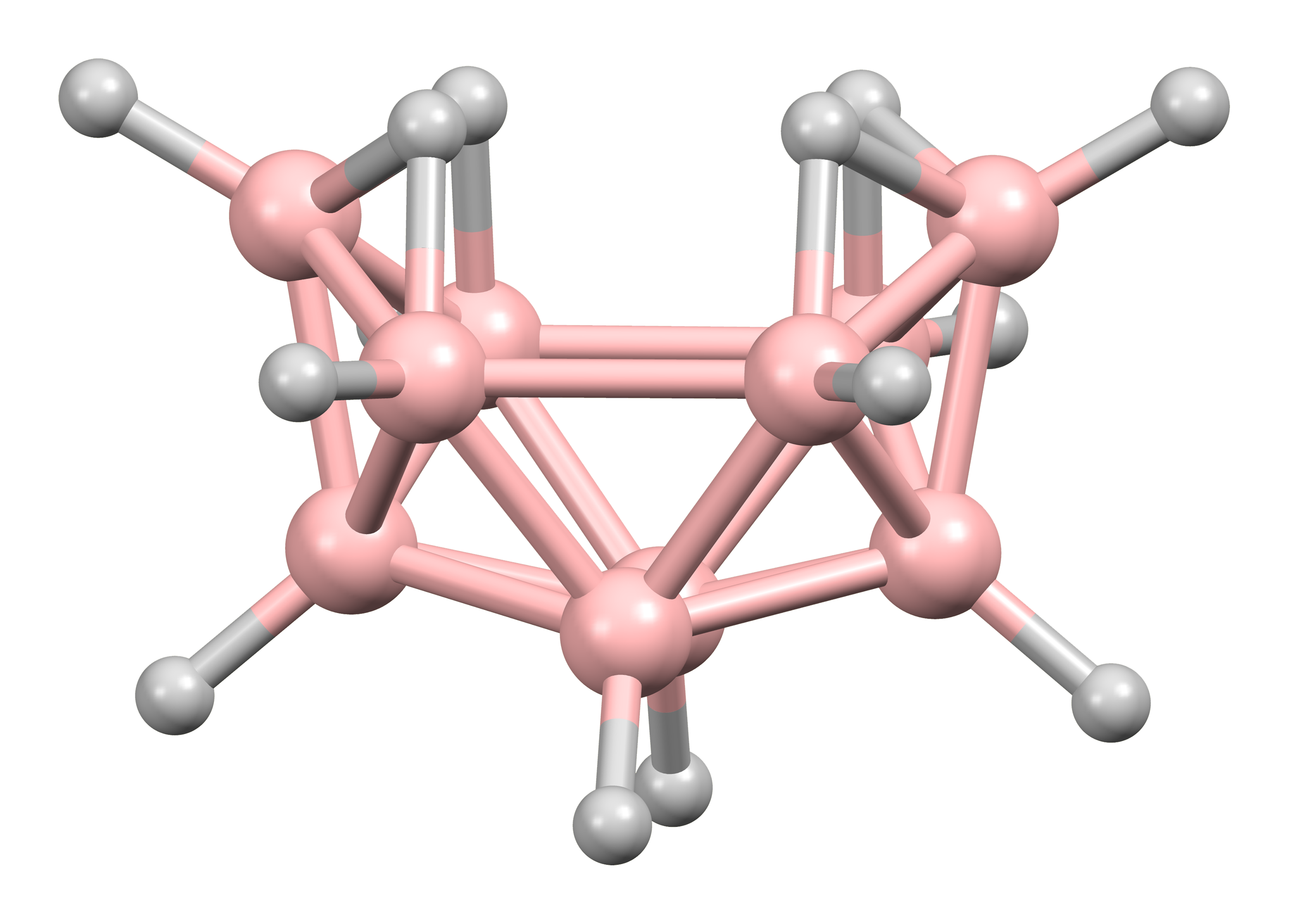
Dekaborán(14), B_{10}H_{14}

A boránok a BxHy képletű vegyületek és a kapcsolódó anionok. Számos borán ismert. A leggyakoribbak az 1–12 bóratomot tartalmazók. Noha kevés gyakorlati alkalmazásuk van, a boránok szerkezete jelentősen különbözik a szénhidrogénekben láthatóktól. A boránok és a szénhidrogének „hibridjei”, a karboránok is ismertek.

## Történet
A boránok kémiájának fejlődésével a szintézis és a szerkezet terén újabb módszereket fedeztek fel. Először új szintézisekre volt szükség a diborán és számos származéka kezelésére, mivel pirofórosak és illékonyak. Alfred Stock ezért feltalálta az üveg vákuumcsövet.
A diborán szerkezetét 1943-ban, évekkel felfedezése után helyesen jósolták meg. A bórhidrogén klaszterek szerkezetét 1948-ban kezdték meghatározni a dekaborán jellemzésével. William Lipscomb 1976-ban ezért és sok későbbi krisztallográfiai vizsgálatáért elnyerte a kémiai Nobel-díjat. Ezek a vizsgálatok deltaéderes szerkezeteket, BH központok háromszögletű csoportjait mutatták ki.
-->
A klaszterek kötései a poliéderes vázelektronpár-elméletből és a Wade-szabályokból következnek, amik a boránok szerkezeteinek előrejelzésére használhatók. E szabályok határozzák meg számos klasztervegyület szerkezetét.
A boránok iránti érdeklődés a második világháború idején megnőtt az urán-borohidrid urándúsítási képességei miatt és az időjárásjelző ballonok hidrogénforrásaként. Az Amerikai Egyesült Államokban egy Hermann Irving Schlesinger által vezetett kutatócsoport az anionos bórhidrogének és a megfelelő alumíniumhidrogének kémiáját fejlesztette ki. Munkája a szerves szintézisben használt számos bórhidrogén reagens alapja volt, melyek legtöbbjét diákja, Herbert C. Brown fejlesztett ki. A boránalapú reagenseket mára széles körben használják szerves szintézisekhez. 1979-ben Brown munkásságáért megnyerte a kémiai Nobel-díjat.

## Képletük és elnevezésük
A boránokat az alábbiak szerint csoportosítják, ahol n a bóratomok száma a vegyületben:
| Klasztertípus | Általános képlet | Példa              | Megjegyzések                   |
| ------------- | ---------------- | ------------------ | ------------------------------ |
| hiperklozo-   | BnHn             |                    | Instabil, származékai ismertek |
| klozo-        | (BnHn)2−         | Cézium-dodekaborát |                                |
| nido-         | BnHn+4           | pentaborán(9)      |                                |
| arachno-      | BnHn+6           | pentaborán(11)     |                                |
| hifo-         | BnHn+8           |                    | Csak adduktumokban található   |

A boránok szabályos neve a vegyület típusát jelző előtaggal kezdődik, amit a bóratomok száma követ, végül a hidrogénatomok száma található zárójelekben. Egyes részletek elhagyhatók, ha egyértelmű a jelentés, például ha csak egy szerkezeti típus lehetséges. Néhány példa:

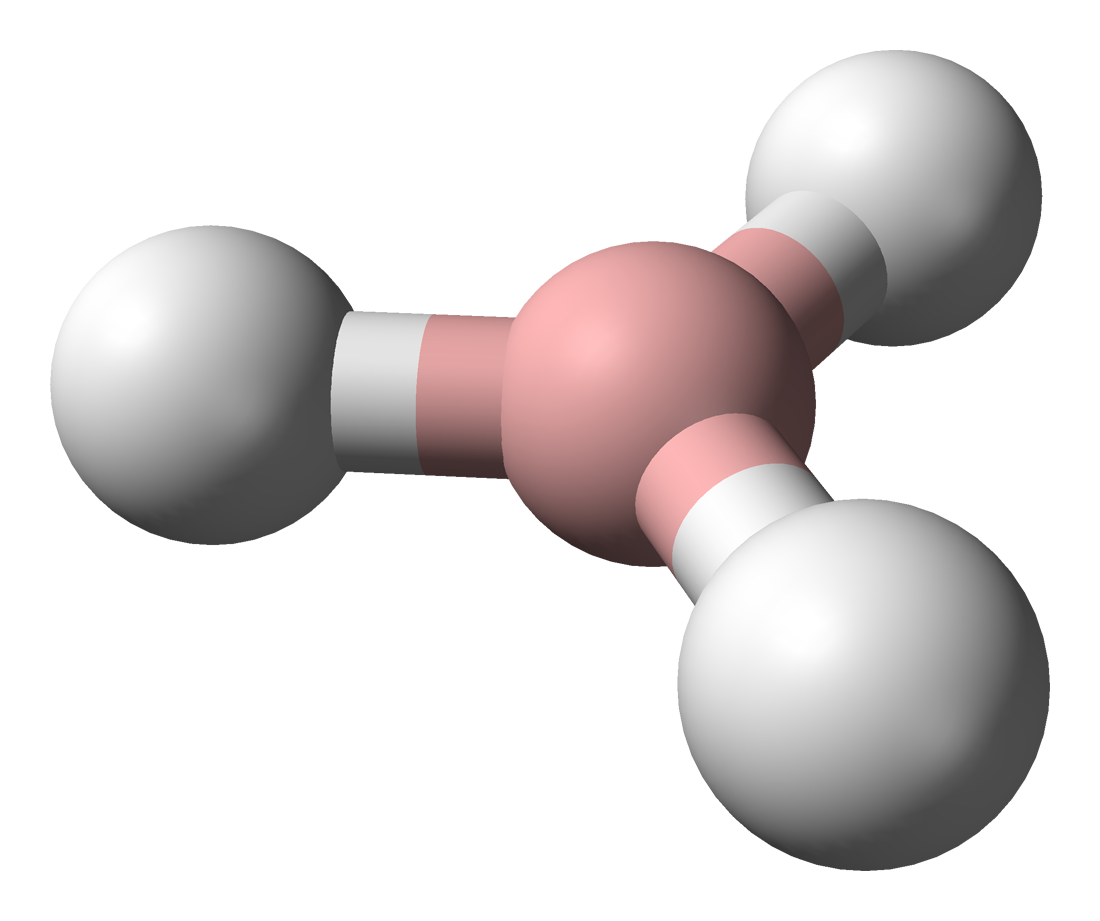
Borán BH3
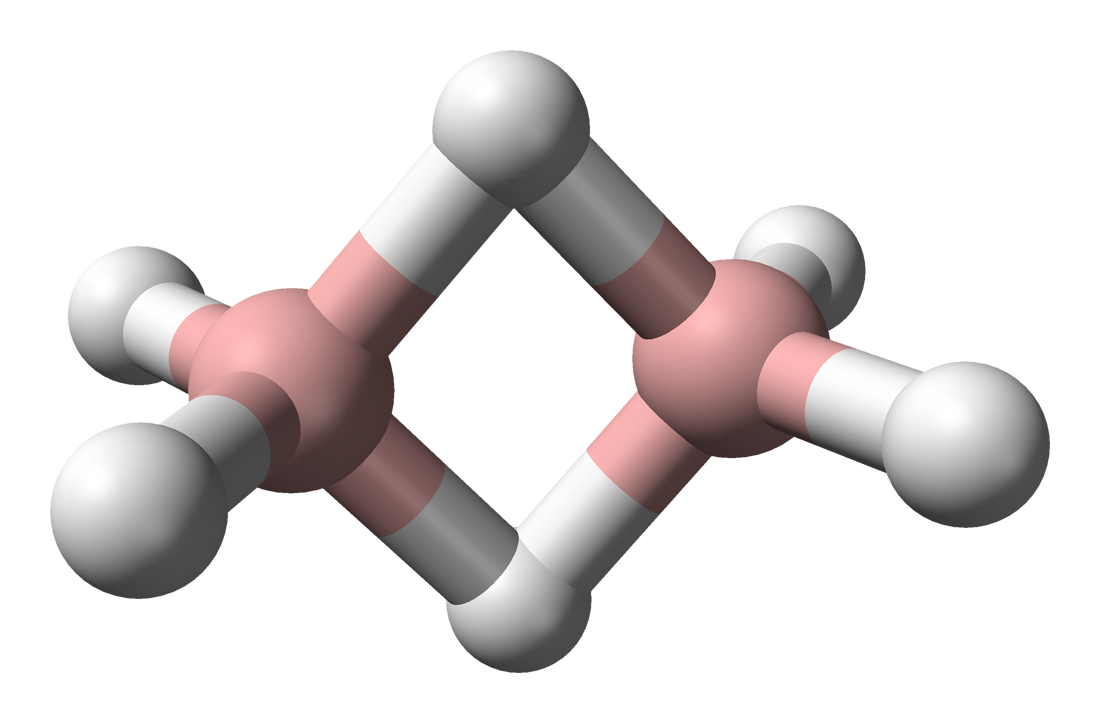
Diborán(6) B2H6
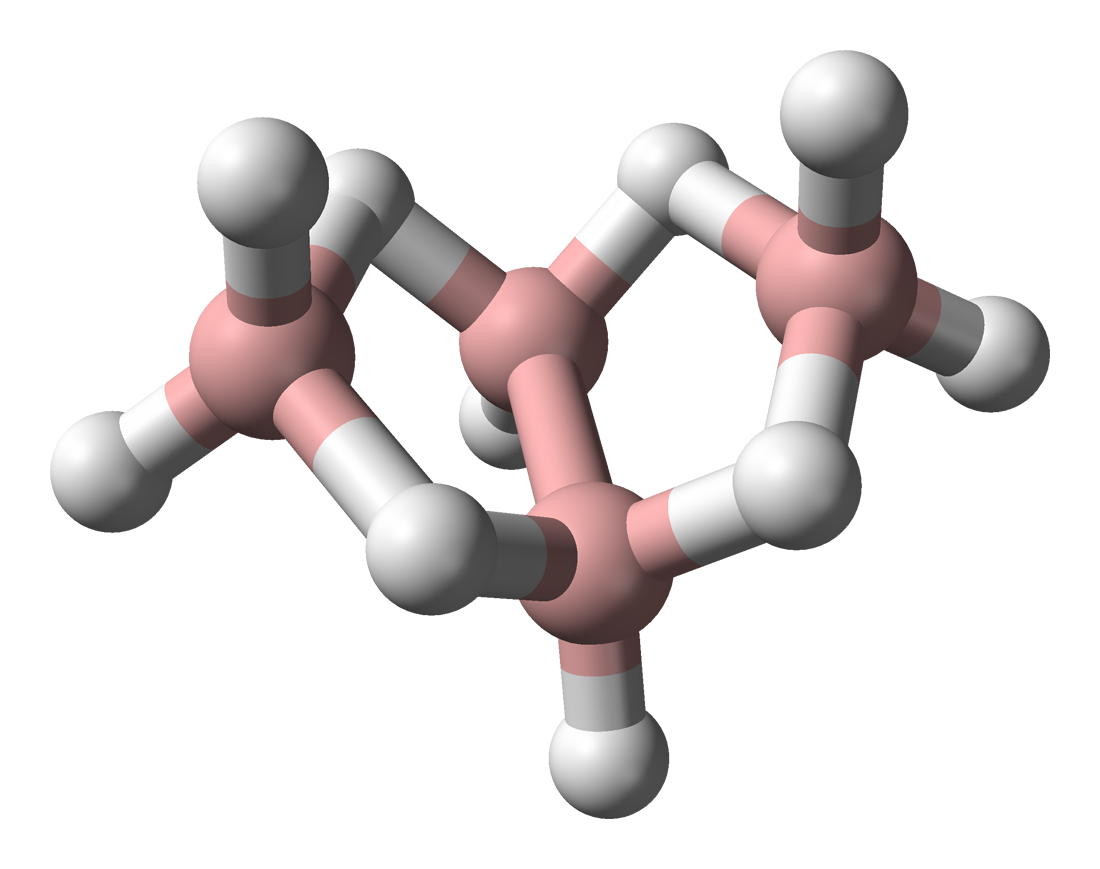
arachno-Tetraborán(10) B4H10
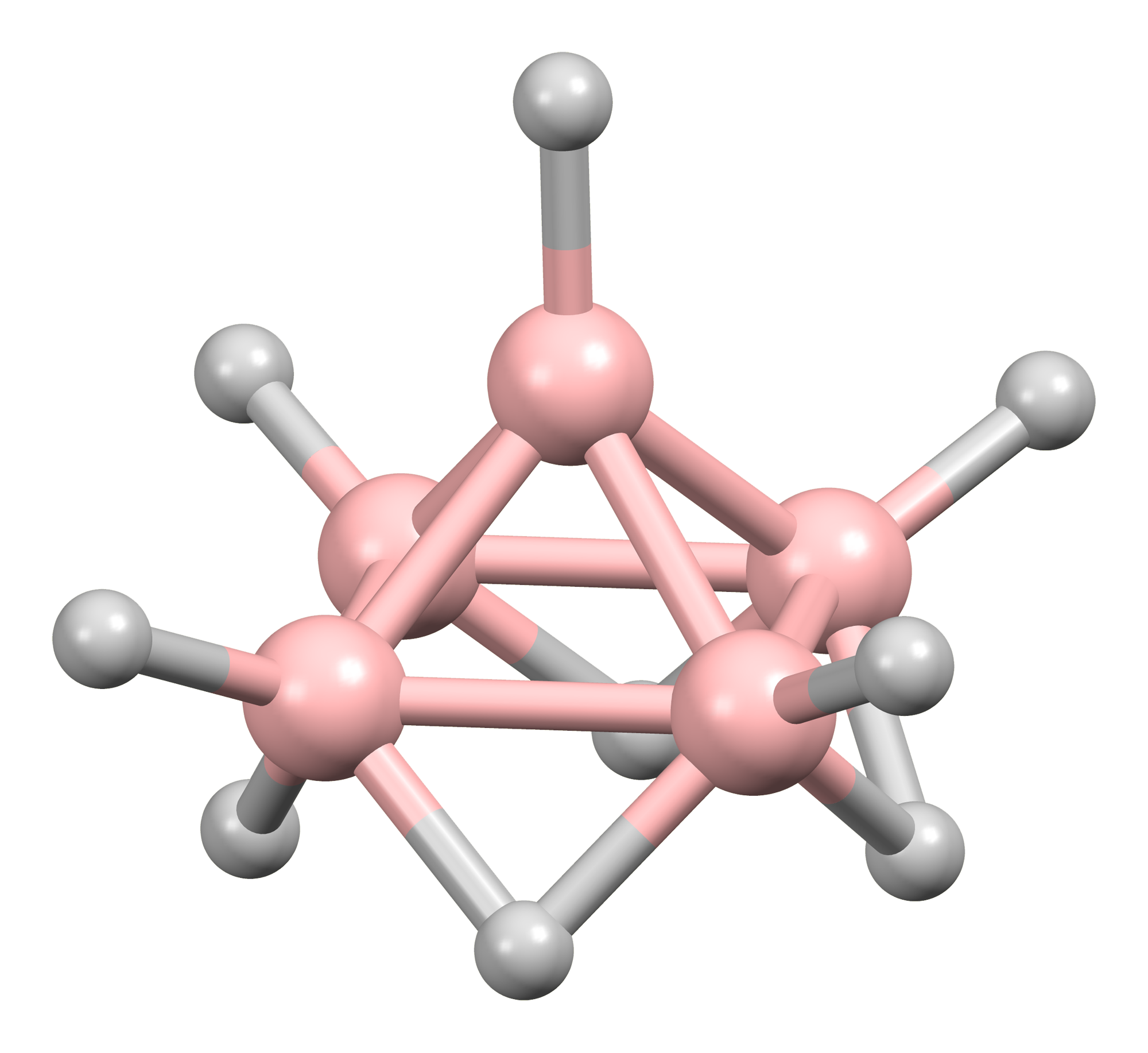
Pentaborán(9) B5H9
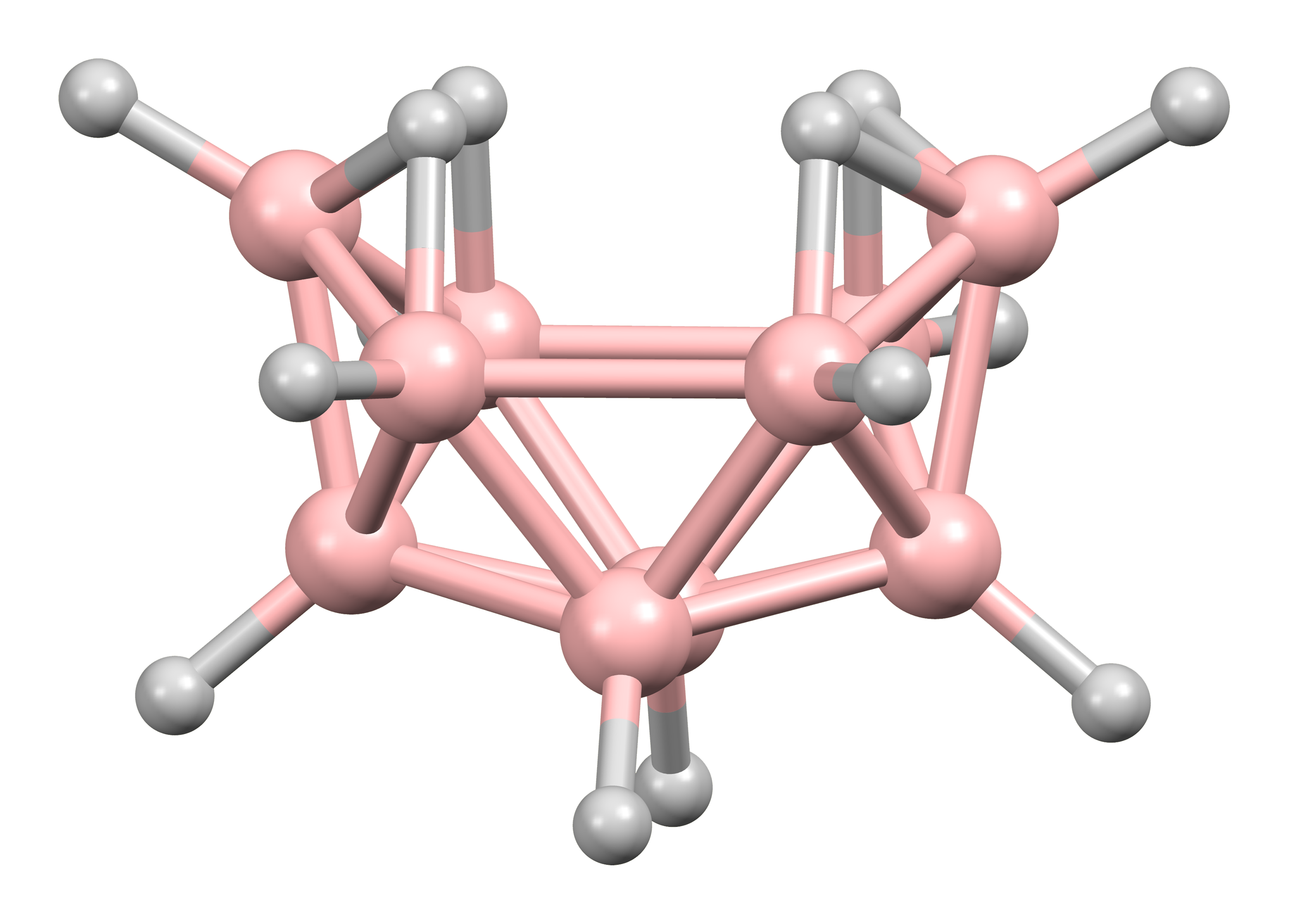
Dekaborán(14) B10H14
B18H22
izo-B18H22

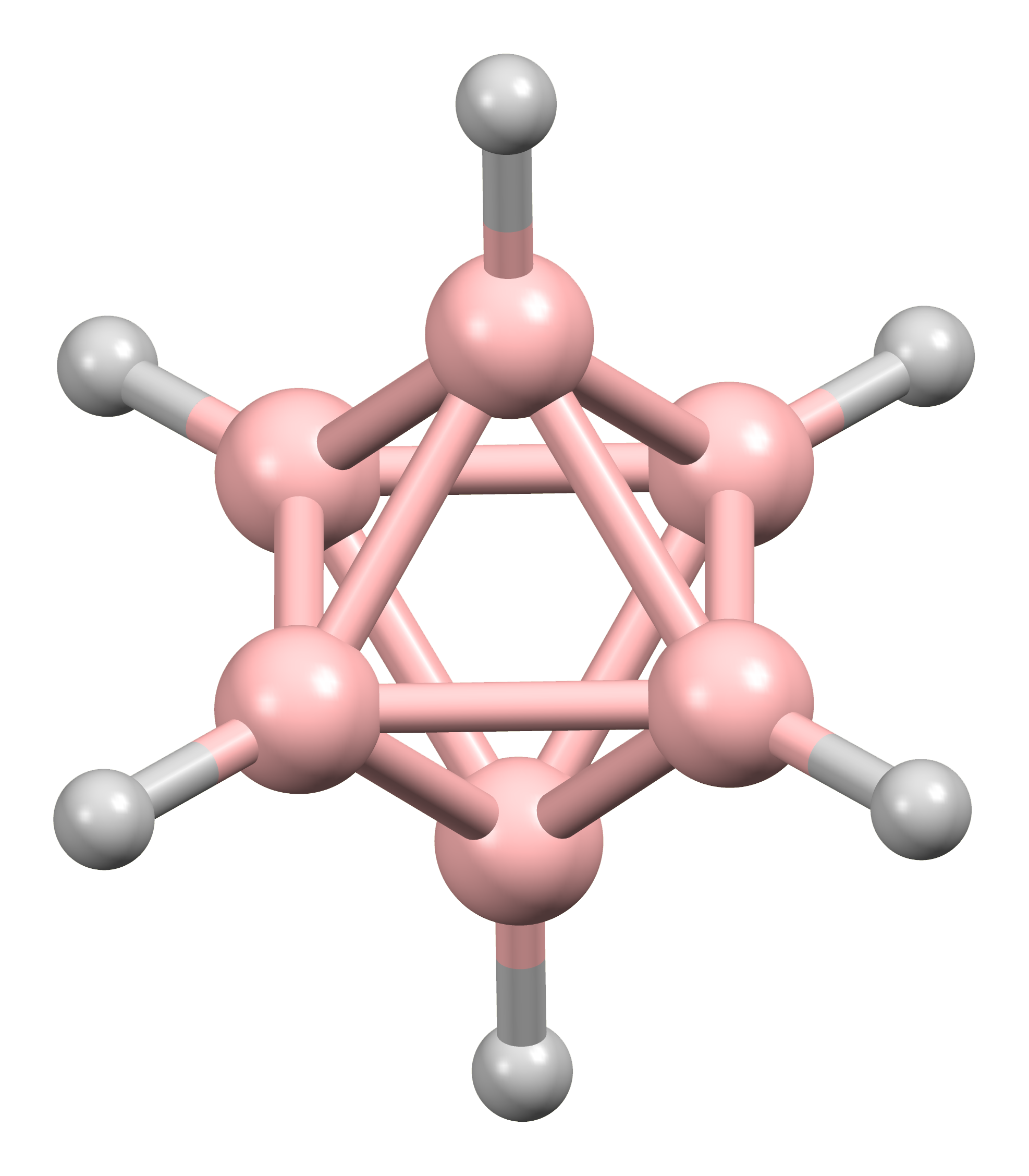
Hexaborát(6) B6H2−6
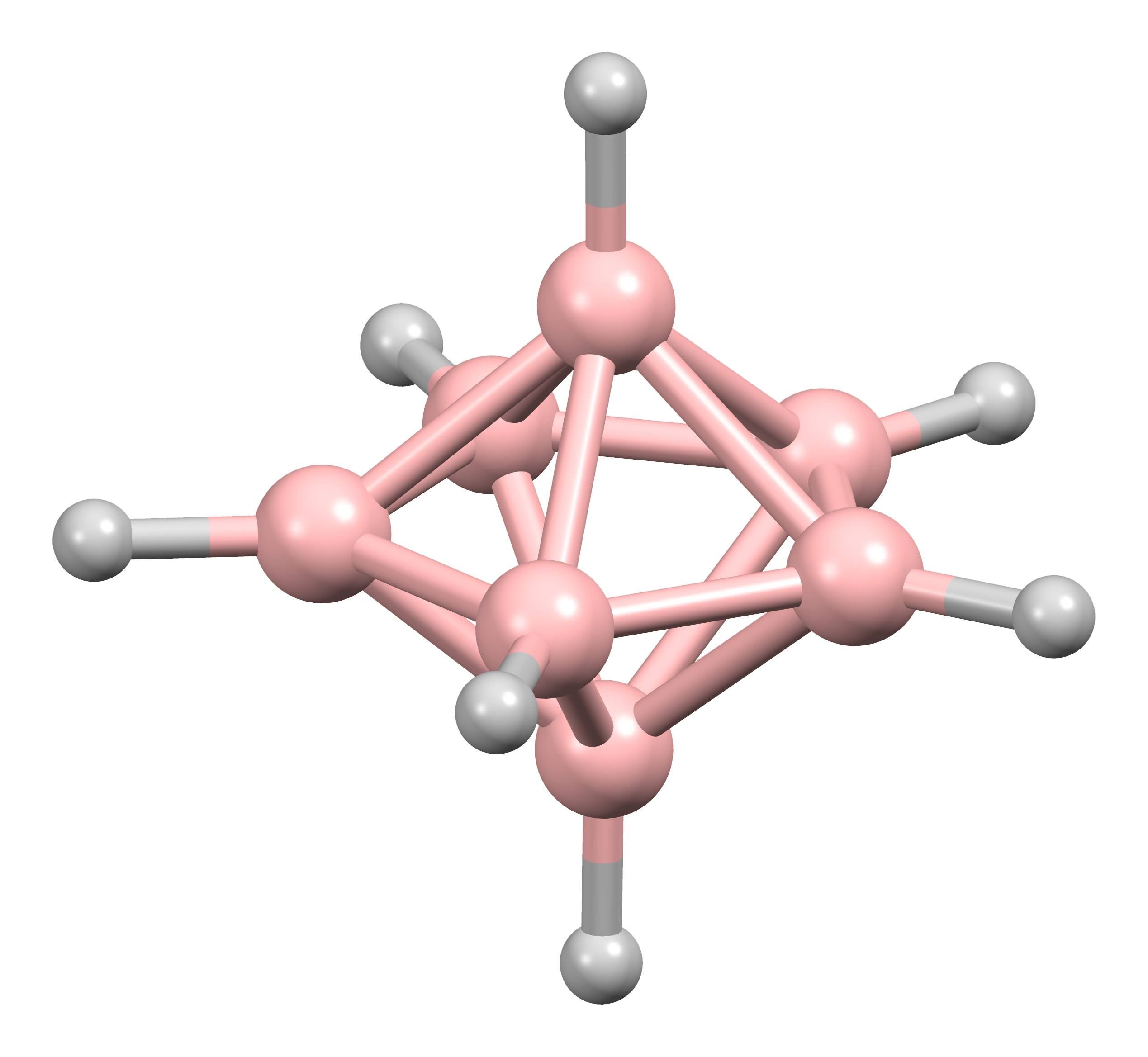
Heptaborát(7) B7H2−7
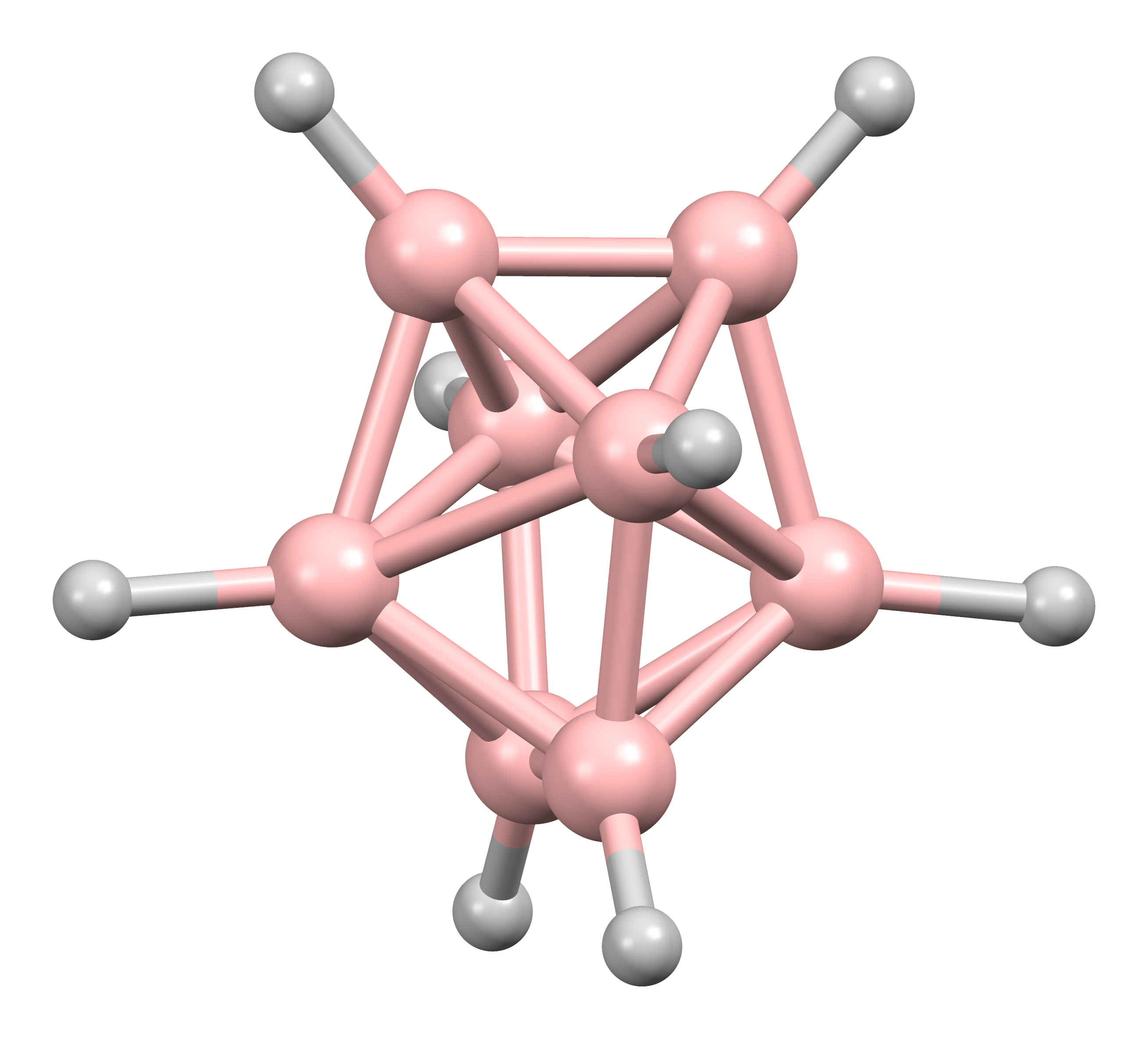
Oktaborát(8) B8H2−8
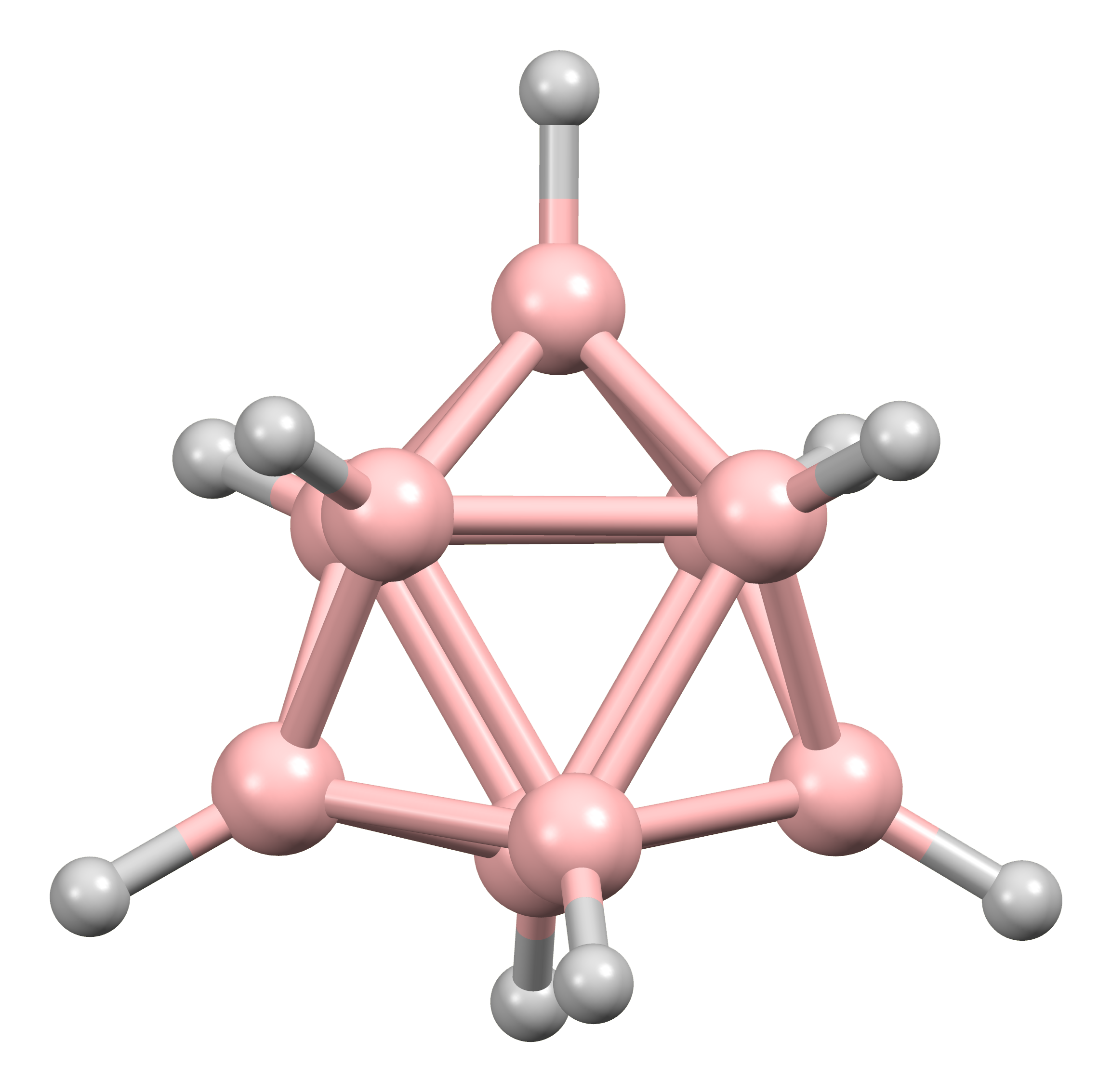
Nonaborát(9) B9H2−9
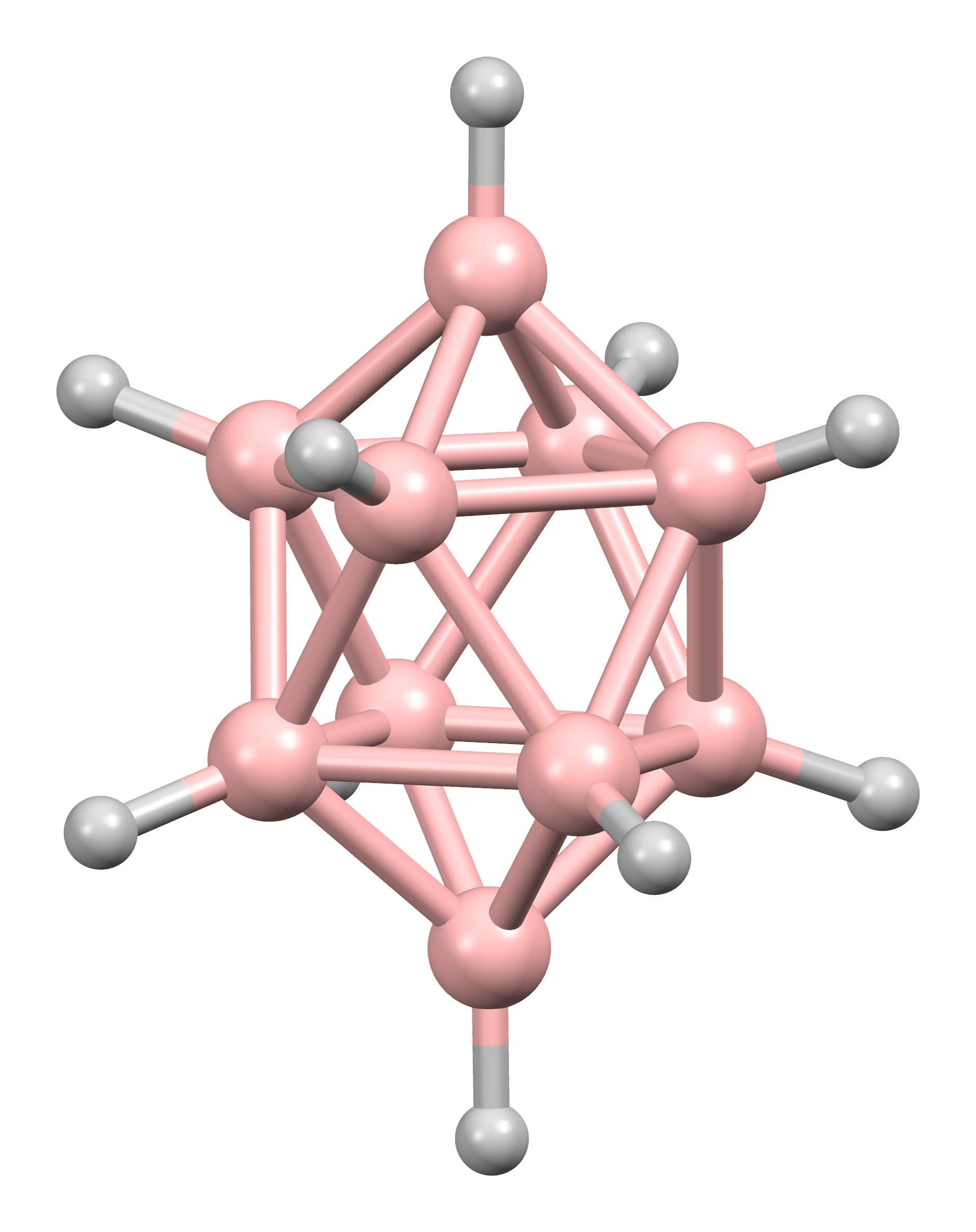
Dekaborát(10) B10H2−10
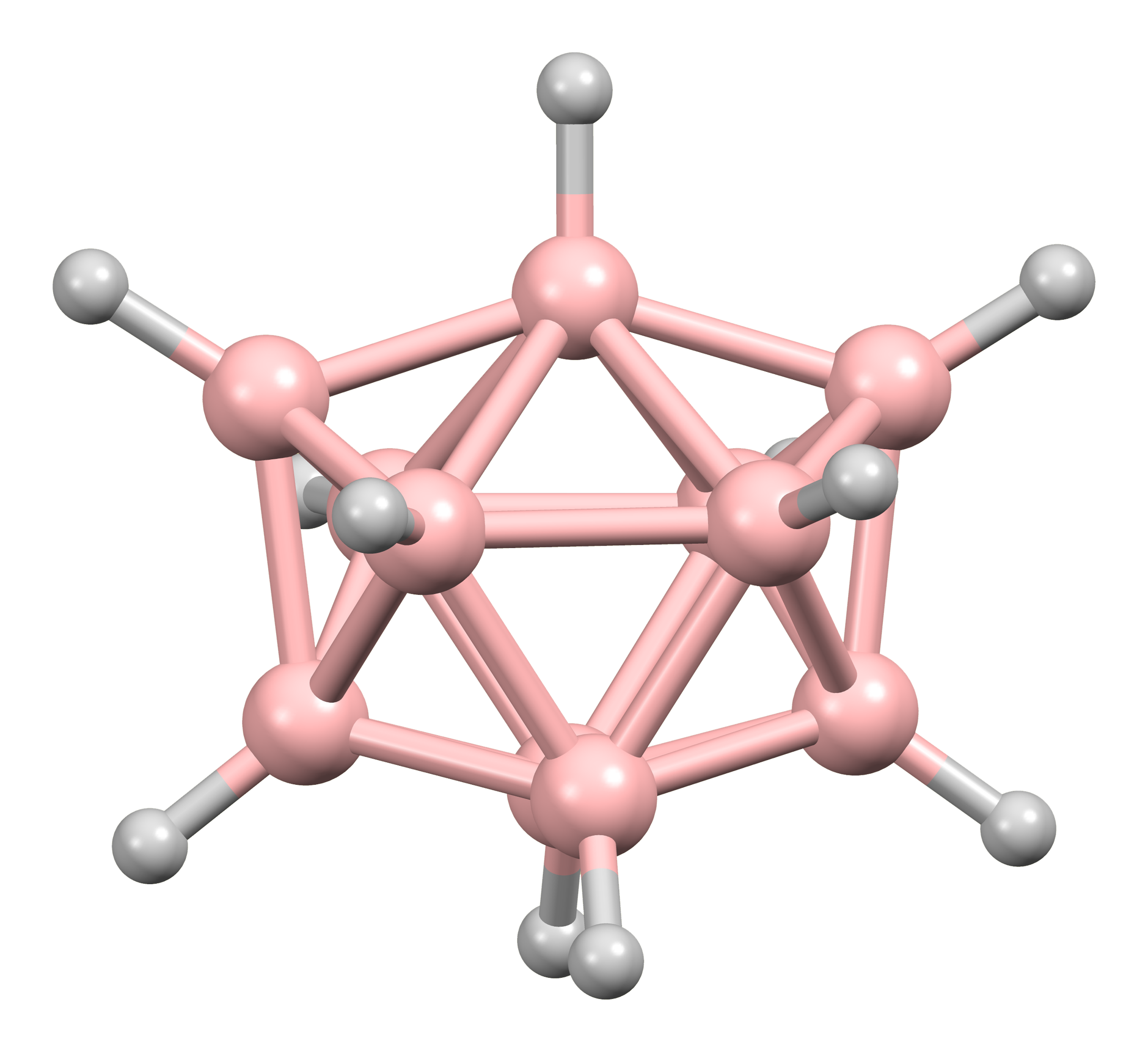
Undekaborát(11) B11H2−11
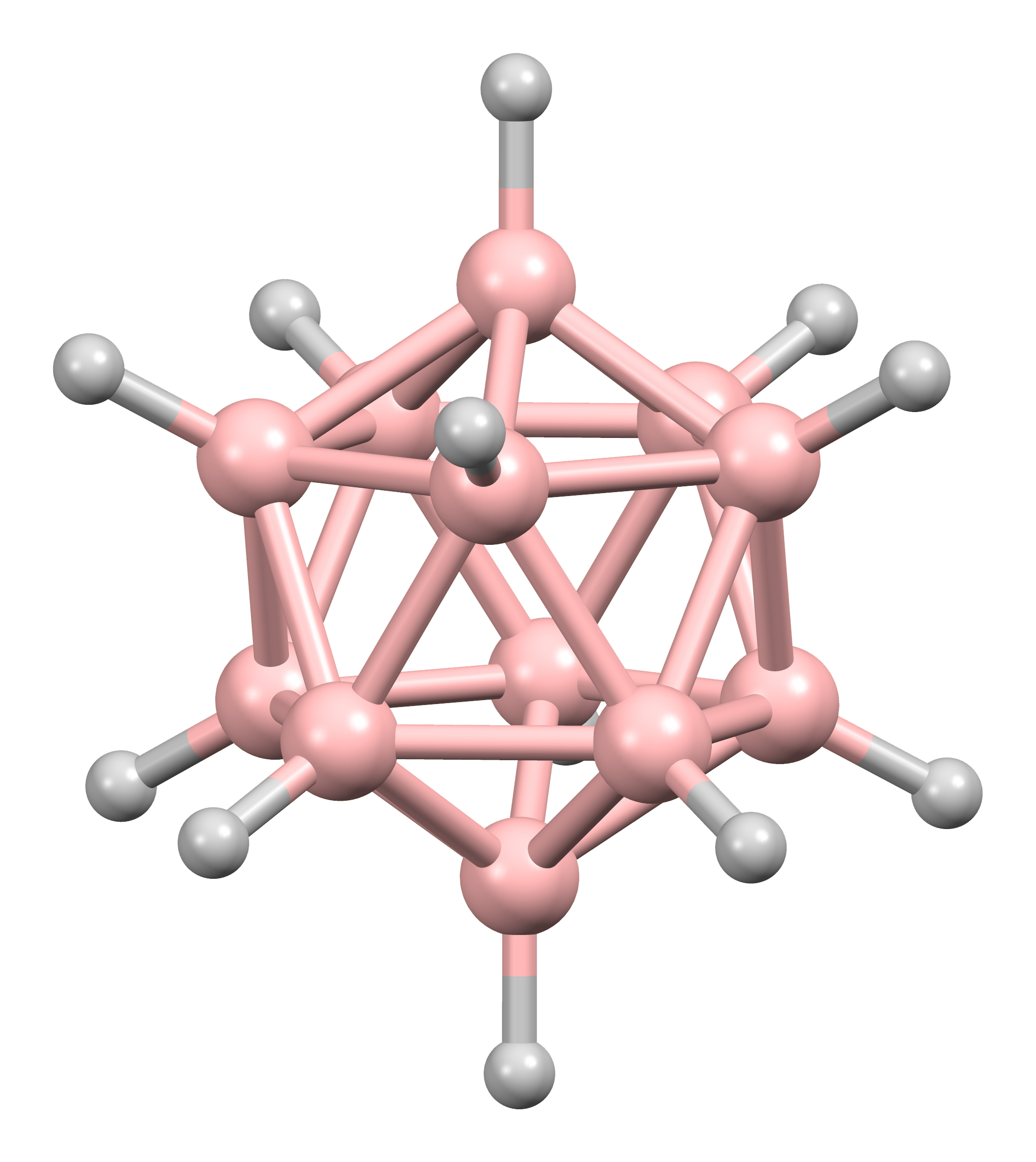
Dodekaborát(12) B12H2−12

Az anionok nevezéktanára példa az oktahidridopentaborát, B5H−8. A hidrogének száma van elöl, amit a bóratomszám követ. Az -át végződés az anionok nevének végén található. A töltés csak a képlet része, nem a szabályos névé.

## A boránok kötései
A boránok nem klasszikusan kötött vegyületek: nincs elég elektron minden szomszédos atompár közti 2 központú, 2 elektronos kötésekhez. A nagyobb boránok kötéseit William Lipscomb írta le. Ebben az alábbiak szerepeltek:
- 3 központú, 2 elektronos B–H–B hidak
- 3 központú, 2 elektronos B–B–B kötések
- 2 központú 2 elektronos kötések (B–B, B–H, BH2)

Lipscomb módszertanát nagyrészt leváltotta egy molekulapálya-alapú megközelítés, lehetővé téve a több központú kötések bővítését. Például az ikozaéderes B12H2−12 ionban a teljesen szimmetrikus (Ag szimmetriájú) molekulapálya a 12 bóratom közt egyenlően oszlik el. A Wade-szabályok jó módszert adnak a szerkezetek számításához atomszámuk és -kapcsolataik tekintetében.

### Többklaszteres boránok

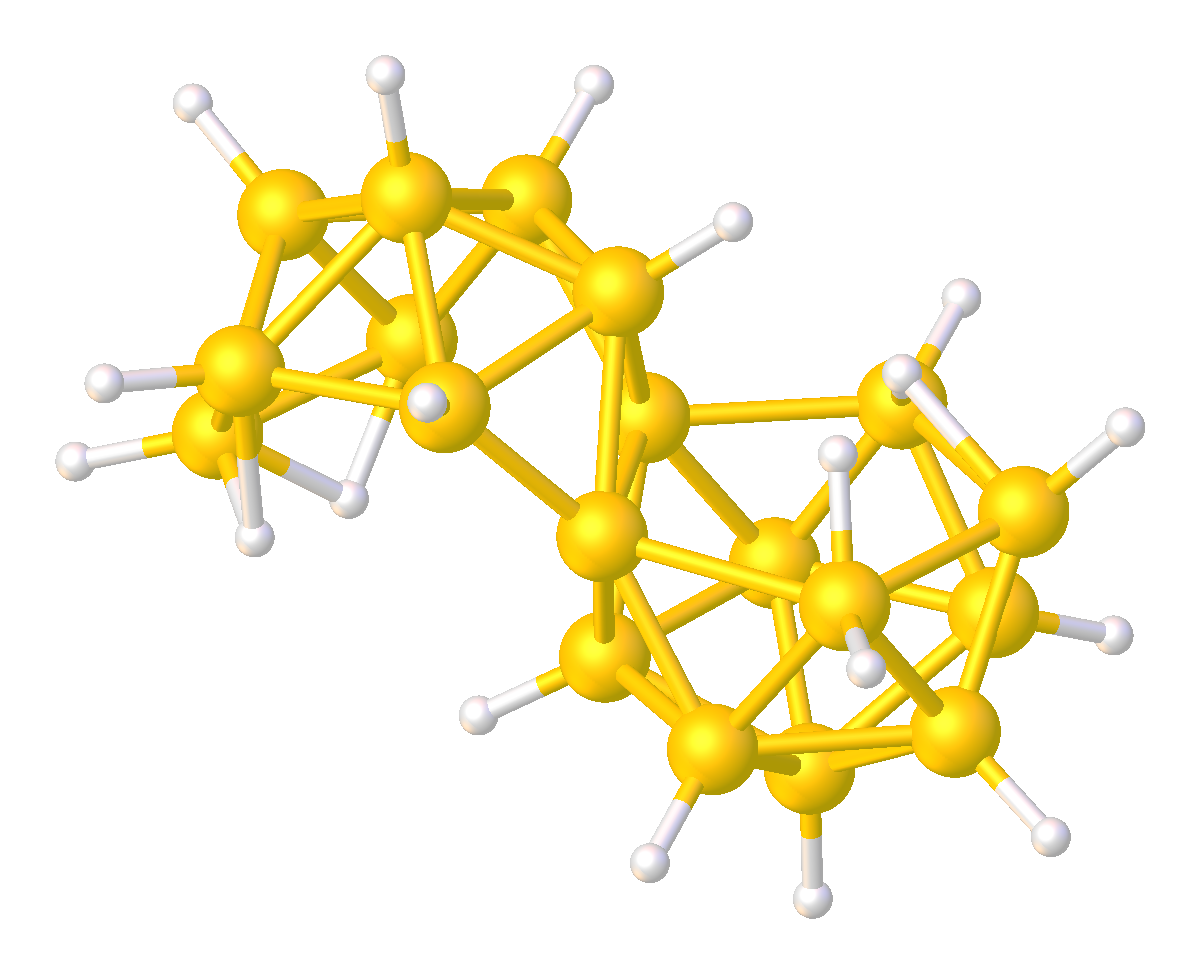
A B_{19}H_{22}^{−} konjunkto-bórhidrogénklaszter szerkezete.

Bár ritkák, néhány többklaszteres boránt leírtak. Például egy borán B2H6-nal (BH3-forrásként) való reakciója konjunkto-boránt ad, ahol a boránalegységeket megoszló bóratomok kapcsolják össze.
{\displaystyle {\ce {B6H10 + (BH3) -> B7H11 + H2}}}
{\displaystyle {\ce {B7H11 + B6H10 -> B13H19 + H2}}}
Más konjunkto-boránok, ahol az alegységeket B–B kötés kapcsolja össze, nido-boránok ultraibolya besugárzásával készíthetők. Néhány B–B kapcsolt konjunkto-borán előállítható PtBr2 katalizátorral.
A Wade-szabályok mintájára elektronszámláló séma jött létre a többklaszteres boránok feltételezésére.
| Előtag     | Jelentés                   | Példa |
| ---------- | -------------------------- | ----- |
| klado-     | elágazó csoportok          |       |
| konjunkto- | Összekapcsolt csoportok    |       |
| megalo-    | több összekapcsolt csoport |       |

## Boránok reakciókészsége
A borán (BH3) csak átmenetileg létezik, mielőtt dimerizálódik diboránt (B2H6) adva. Adduktumai, a BH3·THF és a BH3·DMSO elég stabilak a hidroborációban való használhatósághoz. A diborán viselkedéséhez hasonlóan néhány kisebb borán reakciója a levegővel nagyon exoterm, akár robbanásszerű is lehet. Ezzel szemben sok klozo-borán, például a B12H2−12 nem reagál a levegővel.
A bór-hidridklaszterek sokszínűsége miatt nem lehet reakcióikat általánosítani.

### Lewis-savként/bázisként
Egyesek elektrondonorként viselkednek a B–Hterm csoportok viszonylagos bázikussága miatt. A boránok koordinációs vegyületekben ligandumok lehetnek. η1–η6 hapticitásokat találtak, az elektrondonáció a hídhidrogéneket és a B–B kötéseket is érintheti. Például a B6H10 a Zeise-sóban helyettesítheti az etént, e vegyület a Fe(B6H10)(CO)4.
Lewis-savként is működhetnek a klaszter megnyílásával. Például trimetilfoszfinnal:
{\displaystyle {\ce {B5H9 +2 PMe3 ->B5H9(PMe3)2}}}

### Brønsted-savként/bázisként
Néhány nagyobb borán, különösen a hídhidrogénnel rendelkezők, deprotonálhatók erős bázissal. Például:
{\displaystyle {\ce {B5H9 + NaH -> Na(B5H8) + H2}}}
A savasság a borán méretével nő. A B10H14 savassága 2,7.
B5H9 < B6H10 < B10H14 < B16H20 < B18H22

### Aufbau-reakciók
Fontos reakciók még a felépítő folyamatok, ahol a kisebb bórhidrogénklaszterek nagyobbakká egyesülnek boránaddícióval.

### Hidroboráció
A diboránhoz és adduktumaihoz hasonlóan a nagyobb boránok hidroborációban vesznek részt. Alkinaddíciókor a szén a klaszter részévé válik, karboránokat (például C2B10H12) létrehozva.

## Alkalmazásai
A diborán és monomeradduktumai, a borán–tetrahidrofurán és a borán–dimetil-szulfid hasznos reagensek. Gyakran használják hidroborációhoz. Néhány nagyobb borán, például az anti-B18H22 lumineszcens. A karboránok egyes kobaltszármazéka elkülöníti a radioaktív hulladékból a 137Cs-et.

### Lehetséges alkalmazások
Mivel a boránok könnyen elnyelnek neutronokat, származékait sokat vizsgálták neutronbefogásos rákterápiában való használatra. Sokat használt vegyület a Na2B12H11SH. Itt felhasználják, hogy a 10B neutronbefogási hatáskeresztmetszete nagyon nagy, így a neutronsugárzás erősen szelektív a vegyületet tartalmazó helyre.
{\displaystyle \mathrm {{}^{10}B+n\rightarrow ({}^{11}B^{*})\rightarrow {}^{4}He+{}^{7}Li} +\gamma \ {\text{(2,4 MeV)}}}
A boránok fűtőértéke a szénhidrogénekkel összehasonlítva magas, lehetséges üzemanyagokká téve. Az 1950-es években nagymértékben kutatták üzemanyag-adalékokként, de gyakorlati eredmények nem jelentek meg.

## Fordítás
Ez a szócikk részben vagy egészben  a   Boranes című angol Wikipédia-szócikk ezen változatának fordításán alapul.  Az eredeti cikk szerkesztőit annak laptörténete sorolja fel. Ez a jelzés csupán a megfogalmazás eredetét és a szerzői jogokat jelzi, nem szolgál a cikkben szereplő információk forrásmegjelöléseként.